# LP 816-60
LP 816-60 är en ensam stjärna i mellersta delen av stjärnbilden Stenbocken. Den har en skenbar magnitud av ca 11,46 och kräver ett kraftfullt teleskop för att kunna observeras. Baserat på parallax enligt Gaia Data Release 3 på ca 177,9 mas, beräknas den ligga på ett avstånd av ca 18,33 ljusår (ca 5,62 parsec) solen. Den rör sig bort från solen med en heliocentrisk radialhastighet av ca 8,5 km/s.

## Observation
Upptäcktsnamnet på stjärnan, LP 816-60, anger att dess upptäckt publicerades mellan 1963 och 1981 i University of Minnesota, Minneapolis. LP 816-60 är känd åtminstone från 1979, då den ingick i Luytens katalog NLTT.

## Egenskaper
LP 816-60 är en röd dvärgstjärna i huvudserien av spektraltyp M1. Den har en massa av ca 0,22 solmassa, en radie av ca 0,27 solradie och har en effektiv temperatur av ca 3 000 K. Stjärnan har en magnetisk stjärnfläckcykel på 10,6 ± 1,7 år och svaga magnetfält i kromosfären på i genomsnitt 4,4 G. Inga massiva exoplaneter upptäcktes kring LP 816-60 i en undersökning 2013.